# Стрелер, Джорджо
Джо́рджо Стре́лер (итал. Giorgio Strehler, 14 августа 1921[…], Barcola — 25 декабря 1997[…], Лугано, Тичино) — итальянский театральный режиссёр и актёр, театральный деятель, основатель и руководитель миланского «Пикколо-театр».

## Биография
Родился в семье австрийского предпринимателя Бруно Стрелера (1896—1924) и его жены, скрипачки Альберты Ловрич, известной под псевдонимом Альбертина Феррари. В семье говорили на итальянском и немецком языках. 
В трёхлетнем возрасте потерял отца, которого ему заменил дед по матери, валторнист и оперный импресарио Олимпио Ловрич; четыре года спустя не стало и деда, и мальчик вместе с матерью переехал к бабушке-француженке, жившей в Милане.
В 1940 году окончил Академию любителей драматического искусства в Милане и годом позже осуществил свою первую постановку — в университетском театре Новары. 
Был призван в действующую армию, в 1943 году бежал в Швейцарию и под псевдонимом Ж. Фирми вместе с другими эмигрантами в 1944 году организовал в Женеве итальянскую труппу. С этой труппой Стрелер поставил «Убийство в соборе» Т. С. Элиота, «Наш городок» Т. Уайлдера и, впервые на сцене, — «Калигулу» А. Камю.
В 1945 году вернулся на родину. В 1947 вместе с Паоло Грасси он основал в Милане «Пикколо-театр», ставший первым в Италии стационарным театром и открывшийся спектаклем «На дне» по пьесе А. М. Горького, — поставивший спектакль Стрелер сыграл в нём Алексея. Через несколько дней основатели представили публике комедию К. Гольдони «Слуга двух господ», с Марчелло Моретти в главной роли, — спектакль, возрождавший дух комедии дель арте и принёсший славу «Пикколо-театру», ставший его «визитной карточкой». С этим спектаклем «Пикколо-театр» объездил весь мир; уже в первые десять лет своего существования театр приобрёл, по словам П. Маркова, завидную популярность не только на родине, но и за рубежом, в Италии фактически возглавил целое театральное направление, стал образцом для подражания.
В 1968 году Стрелер покинул свой театр, на волне студенческого движения конца 60-х организовал молодёжную труппу «Группо театро ационе». Но в 1972 году он вернулся в «Пикколо», с которым связал всю свою дальнейшую жизнь. Паоло Грасси возглавил «Ла Скала», и Стрелер стал единоличным руководителем «Пикколо-театра».
Одновременно Стрелер много работал в опере, ставил спектакли в «Ла Скала» и других оперных театрах.
Умер Джорджио Стрелер от инфаркта в швейцарском Лугано. Похороны прошли в Милане при большом стечении граждан и политиков. Его прах был захоронен на кладбище Триеста, рядом с могилой матери.

## Творчество
Своими учителями Стрелер называл Жака Копо, Луи Жуве и Бертольта Брехта. Пьесы Брехта он ставил на протяжении всей своей жизни; часто обращался и к русской классике: среди поставленных им спектаклей — «Ревизор» Н. В. Гоголя, «Гроза» А. Н. Островского, «Вишнёвый сад», «Платонов» и «Чайка» А. П. Чехова. Важное место в репертуаре его театра всегда занимал и У. Шекспир.

### Театральные постановки

#### «Пикколо-театр»
- 1947 — «На дне» М. Горького
- 1947 — «Слуга двух господ» К. Гольдони
- 1948 — «Ричард II» У. Шекспира
- 1948 — «Буря» У. Шекспира
- 1948 — «Чайка» А. Чехова
- 1948 — «Униженные и оскорбленные» по Ф. Достоевскому
- 1949 — «Сегодня мы импровизируем» Л. Пиранделло
- «Мещане» А. М. Горького
- 1950 — «Смерть Дантона» Г. Бюхнера
- 1951 — «Гоп-ля, мы живем!» Э. Толлера
- 1951 — «Ричард III» У. Шекспира
- 1952 — «Макбет» У. Шекспира
- 1952 — «Шесть персонажей в поисках автора» Л. Пиранделло
- 1952 — «Ревизор» Н. Гоголя
- 1953 — «Юлий Цезарь» У. Шекспира
- 1955 — «Дом Бернарды Альбы» Ф. Лорки
- 1955 — «Вишнёвый сад» А. Чехова
- 1955 — «Наш Милан» К. Бертолацци
- 1956 — «Трёхгрошовая опера» Б. Брехта
- 1956 — «Гольдони и его шестнадцать новых комедий» Феррари
- 1957 — «Кориолан» У. Шекспира
- 1958 — «Добрый человек из Сычуани» Б. Брехта
- 1959 — «Платонов» А. Чехова
- 1960 — «Визит старой дамы» Ф. Дюрренматта
- 1960 — «Швейк во второй мировой войне» Б. Брехта
- 1961 — «Жизнь Галилея» Б. Брехта
- 1972 — «Святая Иоанна скотобоен» Б. Брехта
- 1972 — «Король Лир» У. Шекспира
- 1972 — «Трёхгрошовая опера» Б. Брехта
- 1974 — «Вишнёвый сад» А. Чехова
- 1978 — «Буря» У. Шекспира
- 1981 — «Добрый человек из Сычуани» Б. Брехта
- 1987 — «Эльвира, или Театральные страсти»
- 1991 — «Фауст» И. Гёте (фрагменты)
- 1996 — «Добрый человек из Сычуани» Б. Брехта[5][9]

#### Оперные постановки
- 1946 — «Жанна д’Арк на костре» Онеггера
- «Травиата» Д. Верди («Ла Скала»)
- 1949 — «Лулу» А. Берга
- 1955 — «Огненный ангел» С. Прокофьева
- 1957 — «История солдата» И. Стравинского
- 1964 — «Возвышение и падение города Махагонни» К. Вайля
- 1965 — «Похищение из сераля» В. Моцарта
- 1966 — «Сельская честь» П. Масканьи
- 1969 — «Фиделио» Л. Бетховена
- 1973 — «Свадьба Фигаро» В. Моцарта
- 1974 — «Волшебная флейта» В. Моцарта
- 1975 — «Макбет» Д. Верди
- 1980 — «Фальстаф» Д. Верди
- 1987 — «Дон Жуан» Моцарта

## Признание
- Великий офицер ордена «За заслуги перед Итальянской Республикой» (1974)[10]
- Большой крест ордена «За заслуги перед Итальянской Республикой» (1982)[11]
- Орден Почётного легиона (1985)
- Европейская театральная премия (1990)